# Stenobatyle
Stenobatyle is een kevergeslacht uit de familie van de boktorren (Cerambycidae). De wetenschappelijke naam van het geslacht werd voor het eerst geldig gepubliceerd in 1912 door Casey.

## Soorten
Stenobatyle omvat de volgende soorten:
- Stenobatyle eburata (Chevrolat, 1862)
- Stenobatyle gracilis Chemsak, 1980
- Stenobatyle inflaticollis (Linsley, 1935)
- Stenobatyle miniatocollis (Chevrolat, 1862)
- Stenobatyle prolixa (Bates, 1892)